# Сидоров Роман Олегович
Роман Олегович Сидоров (нар. 28 березня 1955, Ставрополь, РРФСР — пом. 9 лютого 2015, П'ятигорськ, Ставропольський край, Росія) — радянський та російський футболіст, нападник.

## Життєпис
Вихованець бакинського футболу. Дорослу футбольну кар'єру розпочав у 1973 році в дублі першолігового бакинського «Нефтчі». У 1975 році призваний на військову службу, у 1976 році завершував її проходити в одеському СКА. Потім виступав за п'ятигорський «Машук». У 1979 році перейшов до куйбишевських «Крил Рад», у складі цього клубу виступав у вищій лізі СРСР, зіграв 31 матч і відзначився 6 голами, став найкращим бомбардиром клубу в сезоні, але «Крила» не змогли втриматися у вищій лізі.
З 1980 року виступав за клуби північно-кавказького регіону — «Машук», «Динамо» (Ставрополь), «Нарт» (Черкеськ), «Бештау». За свою кар'єру відзначився понад 150 голами, в тому числі понад 100 — у другій лізі СРСР. Завершив професіональну кар'єру в 1994 році у віці 39 років.
Помер 8 лютого 2015 року на 60-му році життя.